# Nick Paul
Nicholas Paul (Mississauga, Ontario, 20 de marzo de 1995), más conocido como Nick Paul, apodado Paulie, es un jugador profesional canadiense de hockey sobre hielo que se desempeña en la posición de extremo izquierdo en Tampa Bay Lightning, equipo de la National Hockey League (NHL).

## Carrera
Fue seleccionado en la cuarta ronda en la NHL Entry Draft de 2013. En 2015 hizo su debut profesional con el equipo Ottawa Senators, en el cual jugó siete temporadas (2015-2021), después pasó a Tampa Bay Lightning, donde lleva jugando tres temporadas.